# メッセージ (井上苑子の曲)
「メッセージ」は、井上苑子の楽曲で4作目のシングルとして2017年4月12日にEMI RECORDSから発売。

## 収録曲

### CD
1. メッセージ
作詞・作曲：井上苑子・中村瑛彦、編曲：久保田真悟
  - 映画「ReLIFE リライフ」主題歌
2. どんなときも。
作詞・作曲：槇原敬之、編曲：久保田真悟
  - サムスン電子 スマートフォン「Galaxy S7 edge」テレビCMソング
3. おはよう
作詞・作曲：井上苑子・中村瑛彦、編曲：中村瑛彦
4. さくら - 井上苑子と海崎新太
作詞：大塚亮二・河野健太・田中亮・吉田大蔵、作曲：大塚亮二・田中亮・吉田大蔵
  - 映画『ReLIFE リライフ』エンディングテーマ

### DVD
- ライブ映像「19th BIRTHDAY TOUR 2016～いぬうえワン！だランド」

1. Lovely days, Lousy days
2. ソライロブルー
3. ナツコイ
4. メリーゴーランド
5. Get U
6. 雪
7. おんなのこ
8. and I...
9. 右足
10. ファーストデート
11. ふたり
12. グッデイ (Hello ver.)
13. だいすき。
14. エール
15. 大切な君へ
16. 君がいればOK!~サマサマキュンキュン大作戦